# Somaliland Camel Corps

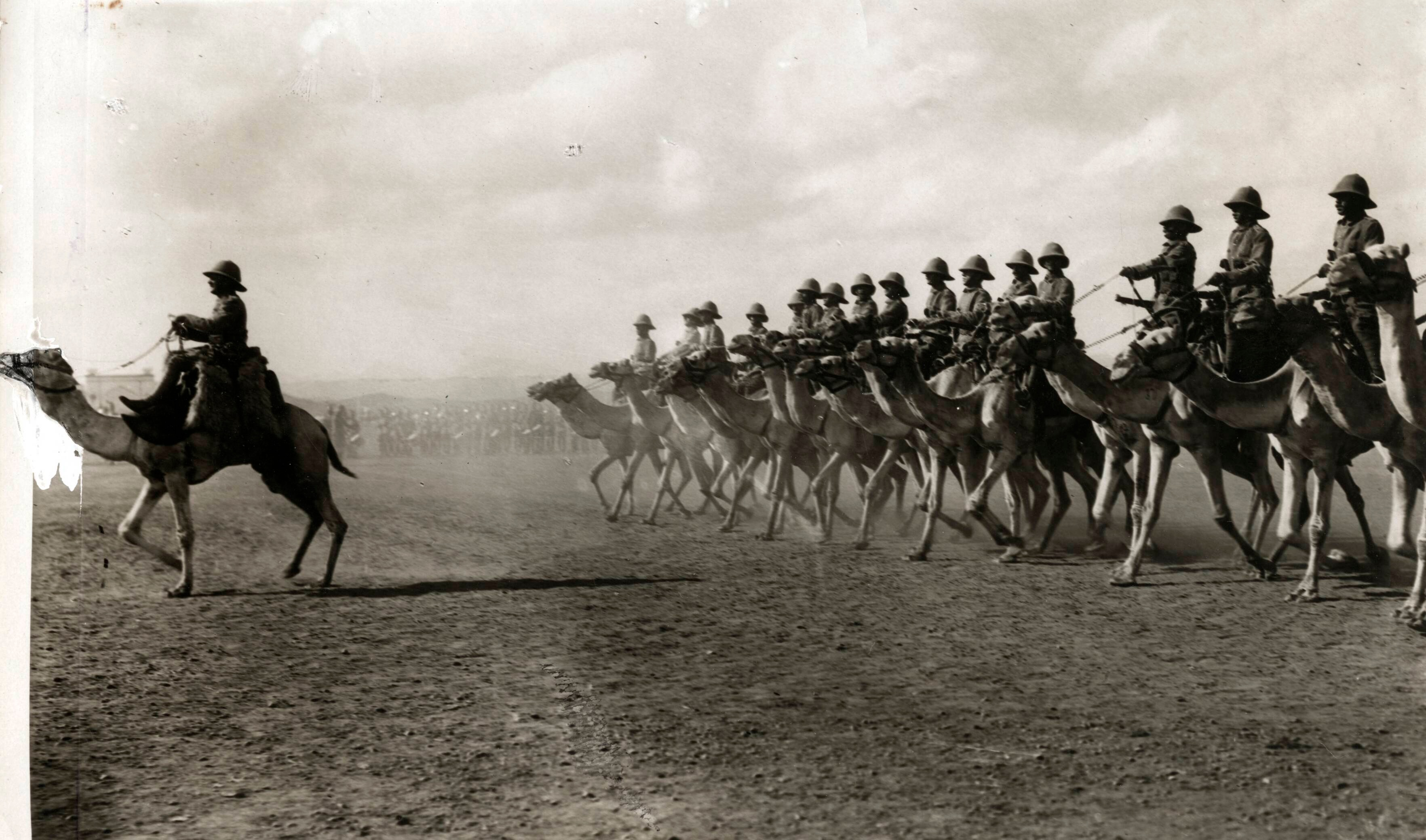

Le Somaliland Camel Corps est une unité militaire britannique montée sur dromadaires, créée dans le Somaliland alors sous protectorat du Royaume-Uni, et composée de soldats somaliens encadrés par des officiers britanniques.
Le gouvernement britannique avait été effet délimité ses zones d'influence en 1888 avec la France et en 1894 avec l'Italie. Un accord analogue fut signé en 1897 avec l'Éthiopie.
Cette unité méhariste, créée en 1912, est transformée en régiment mécanisé en 1943 puis dissoute en septembre 1944 à la suite d’une mutinerie des askaris en juin 1944.
Le Somaliland Camel Corps participe à toutes les campagnes menées par les Britanniques dans la région. Il connait son baptême du feu pendant la révolte menée de 1899 à 1920 par Mohammed Abdullah Hassan, surnommé Mad Mullah (Mollah Fou) par ses ennemis. Durant la Seconde Guerre mondiale, il s'illustre particulièrement durant l'invasion du Somaliland par les troupes italiennes en 1940, notamment à la bataille de Tug Argan au cours de laquelle l'un de ses officiers, le capitaine Eric C. T. Wilson, gagne la seule Victoria Cross de cette campagne.

## Source
- Mémoires de David Smiley, Au cœur de l’action clandestine. Des Commandos au MI6, L’Esprit du Livre Editions, 2008  (ISBN 978-2-915960-27-3) traduction de Irregular Regular (en), Editions Michael Russell, Norwich, 1994   (ISBN 0 85955 202 0)

### Note
1. ↑  Nécrologie du capitaine Eric Wilson VC dans le Times du 30/12/2008